# Scare Force One
Scare Force One es el séptimo álbum de estudio de la banda de hard rock finlandés Lordi, que se publicó el 31 de octubre de 2014 en Europa y el 3 de noviembre en América.

## Grabación
La grabación del álbum comenzó en junio de 2014 en los estudios Finnvox, ubicados en Helsinki, Finlandia. Un mes después, Lordi se trasladó a Laponia para seguir allí la grabación del álbum.
La grabación tuvo lugar con el productor Mikko Karmila, siendo la primera vez que produce un álbum de Lordi. Además ha producido álbumes de bandas como Nightwish, Sentenced, Sonata Arctica, Amorphis, Stratovarius y Children of Bodom.

## Lista de canciones[4]
| Edición Estándar |                                        |                      |                   |          |  |
| N.º              | Título                                 | Letras               | Música            | Duración |  |
| 1.               | «SCG7: Arm Your Doors and Cross Check» | Mr Lordi             | Mr Lordi          | 1:36     |  |
| 2.               | «Scare Force One»                      | Mr Lordi, Tracy Lipp | Mr Lordi          | 4:58     |  |
| 3.               | «How to slice a whore»                 | Mr Lordi, Tracy Lipp | Mr OX, Mr Lordi   | 2:48     |  |
| 4.               | «Hell sent in the clowns»              | Mr Lordi, Tracy Lipp | Mr Lordi, Mr Mana | 4:20     |  |
| 5.               | «House of ghosts»                      | Mr Lordi, Tracy Lipp | Mr Lordi, Mr Mana | 4:12     |  |
| 6.               | «Monster is my name»                   | Mr Lordi, Tracy Lipp | Mr Lordi          | 3:35     |  |
| 7.               | «Cadaver lover»                        | Mr Lordi, Tracy Lipp | Mr Lordi          | 3:51     |  |
| 8.               | «Amen's lament to Ra II»               | Mr Amen              | Mr Amen           | 1:11     |  |
| 9.               | «Nailed by the hammer of Frankenstein» | Mr Lordi, Tracy Lipp | Mr Lordi, PK Hell | 3:20     |  |
| 10.              | «The united rocking dead»              | Mr Lordi, Tracy Lipp | Mr Amen, Mr Lordi | 5:46     |  |
| 11.              | «She's a demon»                        | Mr Lordi, Tracy Lipp | Mr Lordi          | 5:37     |  |
| 12.              | «Hella's kitchen»                      | Hella                | Hella             | 1:10     |  |
| 13.              | «Sir, Mr. Presideath, Sir»             | Mr Lordi, Tracy Lipp | Mr Lordi, Mr Amen | 5:45     |  |
| 48:09            |                                        |                      |                   |          |  |

Bonus Tracks

| Versión japonesa |                  |                                                    |                     |          |  |
| N.º              | Título           | Letras                                             | Música              | Duración |  |
| 14.              | «I'm So Excited» | Mr. Lordi (Letra original por The Pointer Sisters) | The Pointer Sisters | 4:20     |  |
| 52:29            |                  |                                                    |                     |          |  |

## Créditos
- Mr. Lordi - Vocalista
- Amen - Guitarrista
- OX - Bajista
- Hella - Teclista
- Mana - Batería

## Posicionamiento
| Año  | Conteo             | Semana | Posición |
| ---- | ------------------ | ------ | -------- |
| 2014 | Finlandia (Top 50) | 45     | 13       |
| 2014 | Alemania (Top 100) | 47     | 62       |
| 2014 | Japón (Top 300)    | 48     | 255      |